# Bromat de potasiu
Bromatul de potasiu este un compus anorganic cu formula chimică KBrO3. Este un agent oxidant puternic.

## Proprietăți și obținere
Bromatul de potasiu este obținut prin trecerea bromului peste o soluție fierbinte de hidroxid de potasiu. În primă fază se formează hipobromit de potasiu instabil, care se disproporționează la bromură și bromat:
{\displaystyle {\ce {Br2 + 2KOH -> KBr + KOBr + H2O}}}
{\displaystyle {\ce {3KOBr -> 2KBr + KBrO3}}}